# Gran Premio de las Naciones de Motociclismo de 1958
El Gran Premio de las Naciones de Motociclismo de 1958 fue la séptima y última prueba de la temporada 1958 del Campeonato Mundial de Motociclismo. El Gran Premio se disputó el 14 de septiembre de 1958 en el Autodromo Nacional de Monza.

## Resultados 500cc
John Surtees ganó su sexto Gran Premio de la temporada con una gran ventaja sobre sus compañeros de equipo, Remo Venturi y Umberto Masetti. Dickie Dale condujo la BMW RS 54 al cuarto lugar, pero ya con una vuelta de desventaja. Hartle se retiró con su seis cilindros.
| Pos.    | Piloto                   | Equipo     | Tiempo/Retirado | Puntos |
| ------- | ------------------------ | ---------- | --------------- | ------ |
| 1       | John Surtees             | MV Agusta  | 1h 05' 31" 4    | 8      |
| 2       | Remo Venturi             | MV Agusta  | +1' 19" 9       | 6      |
| 3       | Umberto Masetti          | MV Agusta  | +1' 51" 5       | 4      |
| 4       | Dickie Dale              | BMW        | +1 Vuelta       | 3      |
| 5       | Carlo Bandirola          | MV Agusta  | +1 Vuelta       | 2      |
| 6       | Dave Chadwick            | Norton     | +1 Vuelta       | 1      |
| 7       | Geoff Duke               | Norton     | +2 Vueltas      |        |
| 8       | Giuseppe Cantoni         | MV Agusta  | +2 Vueltas      |        |
| 9       | Gerold Klinger           | BMW        | +2 Vueltas      |        |
| 10      | Ernst Hiller             | BMW        | +2 Vueltas      |        |
| 11      | Alois Huber              | BMW        | +3 Vueltas      |        |
| 12      | Adolfo Covi              | Norton     | +3 Vueltas      |        |
| 13      | Jacques Collot           | Norton     | +4 Vueltas      |        |
| 14      | Artemio Cirelli          | Gilera     | +5 Vueltas      |        |
| 15      | Gianvittorio Ziglioli    | Moto Guzzi | +6 Vueltas      |        |
| Ret     | Paolo Campanelli         | Norton     | Ret             |        |
| Ret     | Luigi Marcelli           | Norton     | Ret             |        |
| Ret     | Bob Brown                | BMW        | Ret             |        |
| Ret     | Giuseppe Mantelli        | Gilera     | Ret             |        |
| Ret     | Alfredo Milani           | Gilera     | Ret             |        |
| Ret     | Fabio Ceredi             | Moto Guzzi | Ret             |        |
| Ret     | John Hartle              | MV Agusta  | Ret             |        |
| Ret     | Emanuele Maugliani       | Gilera     | Ret             |        |
| Ret     | Bob Anderson             | Norton     | Ret             |        |
| Ret     | Francesco Guglielminetti | Norton     | Ret             |        |
| Ret     | Jacques Insermini        | Norton     | Ret             |        |
| Fuente: |                          |            |                 |        |

## Resultados 350cc
En la carrera de 350cc, los resultados fueron más o menos los esperados. John Surtees y John Hartle ocuparon los primeros dos lugares. El hecho de que una estrella como Geoff Duke con su Norton 40M se quedara doblado demuestra la fuerza del MV Agusta, pero también de la decadencia de la Norton de un solo cilindro.
| Pos. | Piloto               | Equipo    | Tiempo/Retirado | Puntos |
| ---- | -------------------- | --------- | --------------- | ------ |
| 1    | John Surtees         | MV Agusta | 53' 45" 9       | 8      |
| 2    | John Hartle          | MV Agusta | +28" 2          | 6      |
| 3    | Geoff Duke           | Norton    | +1 Vuelta       | 4      |
| 4    | Bob Anderson         | Norton    | +1 Vuelta       | 3      |
| 5    | Dave Chadwick        | Norton    | +1 Vuelta       | 2      |
| 6    | Bob Brown            | AJS       | +2 Vueltas      | 1      |
| 7    | Jacques Insermini    | Norton    | +3 Vueltas      |        |
| 8    | Hans Pesl            | AJS       | +3 Vueltas      |        |
| 9    | A. Gorini            | Norton    | +4 Vueltas      |        |
| Ret  | Luigi Taveri         | Norton    | Ret             |        |
| Ret  | Fritz Kläger         | Horex     | Ret             |        |
| Ret  | Lodovico Facchinelli | AJS       | Ret             |        |

## Resultados 250cc
La fiesta de MV Agusta fue interrumpida en la carrera de 250cc, dominada en esta ocasión por Moto Morini. Emilio Mendogni, que no ganaba ningún Gran Premio desde la temporada 1952, acabó ganando esta carrera con dieciséis segundos por delante de su compañero de equipo Gianpiero Zubani.
| Pos. | Piloto               | Equipo     | Tiempo/Retirado | Puntos |
| ---- | -------------------- | ---------- | --------------- | ------ |
| 1    | Emilio Mendogni      | Morini     | 45"07'3         | 8      |
| 2    | Gianpiero Zubani     | Morini     | +16'3           | 6      |
| 3    | Carlo Ubbiali        | MV Agusta  | +16'3           | 4      |
| 4    | Günter Beer          | Adler      | +1 Vuelta       | 3      |
| 5    | Josef Autengruber    | NSU        | +1 Vuelta       | 2      |
| 6    | Dieter Falk          | Adler      | +1 Vuelta       | 1      |
| 7    | Fritz Kläger         | NSU        | +2 Vueltas      |        |
| 8    | Adelmo Mandolini     | Moto Guzzi | +2 Vueltas      |        |
| 9    | Siegfried Lohmann    | Adler      | +2 Vueltas      |        |
| 10   | Arthur Wheeler       | Mondial    | +3 Vueltas      |        |
| 11   | Guido Paciocca       | Moto Guzzi | +3 Vueltas      |        |
| 12   | Hubert Luttenberger  | Adler      | +3 Vueltas      |        |
| 13   | Karl-Julius Holthaus | NSU        | +3 Vueltas      |        |
| 14   | Keller               | NSU        | +3 Vueltas      |        |
| 15   | Lanfranco Baviera    | Moto Guzzi | +3 Vueltas      |        |
| Ret  | Tarquinio Provini    | MV Agusta  | Ret             |        |
| Ret  | Silvano Rinaldi      | Paton      | Ret             |        |
| Ret  | Horst Kassner        | NSU        | Ret             |        |

## Resultados 125cc
En la primera carrera del día, la de 125cc, las MV Agusta fueron superadas inesperadamente por cinco Ducati 125 Trialbero. Los pilotos de la escudería italiana (Tarquinio Provini y Carlo Ubbiali) se retiraron, por lo que el piloto ocasional Enzo Vezzalini sacara las castañas del fuego a la escudería del Conde Agusta con un sexto puesto. Bruno Spaggiari ganó la primera (y única) carrera del Mundial de su carrera por delante de compañeros de equipo Alberto Gandossi, Francesco Villa, Dave Chadwick y Luigi Taveri.
| Pos. | Piloto              | Moto      | Tiempo/Retirado | Puntos |
| ---- | ------------------- | --------- | --------------- | ------ |
| 1    | Bruno Spaggiari     | Ducati    | 39"51'1         | 8      |
| 2    | Alberto Gandossi    | Ducati    | +16'1           | 6      |
| 3    | Francesco Villa     | Ducati    | +1"09'6         | 4      |
| 4    | Dave Chadwick       | Ducati    | +1"13'9         | 3      |
| 5    | Luigi Taveri        | Ducati    | +1"14'4         | 2      |
| 6    | Enzo Vezzalini      | MV Agusta | +1 Vuelta       | 1      |
| 7    | Horst Fügner        | MZ        | +1 Vuelta       |        |
| 8    | Willi Scheidhauer   | Ducati    | +1 Vuelta       |        |
| 9    | Silvano Rinaldi     | Paton     | +1 Vuelta       |        |
| 10   | Arthur Wheeler      | Mondial   | +2 Vueltas      |        |
| 11   | Rocchi              | Mondial   | +2 Vueltas      |        |
| 12   | Hans Pesl           | Ducati    | +2 Vueltas      |        |
| 13   | Giuliano Maoggi     | Ducati    | +2 Vueltas      |        |
| 14   | Bill Webster        | MV Agusta | +2 Vueltas      |        |
| 15   | Hubert Luttenberger | Mondial   | +2 Vueltas      |        |
| 16   | Alessandro Brabetz  | Ducati    | +2 Vueltas      |        |
| 17   | Mario Carini        | Paton     | +3 Vueltas      |        |
| Ret  | Carlo Ubbiali       | MV Agusta | Ret             |        |
| Ret  | Tarquinio Provini   | MV Agusta | Ret             |        |